# Шарка Страхова
Шарка Страхова (чеськ. Šárka Strachová, при народженні Загробська, чеськ. Šárka Záhrobská, МФА [ˈʃaːrka ˈzaːɦropskaː] д·і, 11 лютого 1985) — чеська гірськолижниця, призерка Олімпійських ігор, чемпіонка світу.
Шарка Загробська спеціалізується в технічних видах гірськолижного спорту, і найбільше успіхів має в спеціальному слаломі. Менш успішно вона виступає в комбінації, куди входить слалом і швидкісний спуск.
У Кубку світу Загробська дебютувала в сезоні 2002/2003 на етапі в Сістрієрі, одразу ж фінішувавши п'ятою. Перший подіум спортсменка здобула в 2007, на загребському етапі.
Успіх на чемпіонатах світу прийшов до неї раніше — у 2005, в Борміо, Шарка була третьою у спеціальному слаломі. В 2007, в Оре, вона зуміла вибороти золоту медаль і звання чемпіонки світу, в 2009, у Валь-д'Ізері Загробська фінішувала другою.
На Олімпійських іграх у Ванкувері Загробська виборола бронзові медалі в спеціальному слаломі. В суперкомбінації, що складається із швидкісного спуску й слалому, вона виграла слаломний етап, але 22 місце у швидкісному спуску не дозволило їй піднятися вище, ніж сьоме місце загалом.
Шарка Загробська тренується разом із братом під керівництвом батька. Між ними й чеською федерацією існує конфлікт, оскільки федерація вимагає від них віддавати перевагу внутрішнім змаганням, а батько Шарки вважає, що для її розвитку потрібна сильніша конкуренція міжнародних змагань.